# Bitecta flaveola
Bitecta flaveola là một loài bướm đêm thuộc phân họ Arctiinae, họ Erebidae.